# دورلار
دورلار (به آلمانی: Dorlar) یک منطقهٔ مسکونی در آلمان است که در اشمالنبرگ واقع شده‌است. دورلار ۸۷۲ نفر جمعیت دارد.